# 应州 (贞观)
应州，唐朝时设置的州。
贞观三年（629年），以东谢首领谢元深地置，下辖五县：都尚县（今贵州省都匀市坝固镇）、婆览县（今贵州省三都县大河镇）、应江县（今贵州省平塘县掌布乡）、陁隆县（今贵州省台江县台拱镇）、罗恭县（今贵州省凯里市）。永徽六年（655年），废除应江县。开元以后改为羁縻州。